# Zielony Gaj (powiat giżycki)
Zielony Gaj (niem. Spiergsten-Grünwalde, 1938–1945 Spirgsten-Grünwalde) – osada w Polsce położona na Mazurach, w województwie warmińsko-mazurskim, w powiecie giżyckim, w gminie Giżycko.
W latach 1975–1998 miejscowość należała administracyjnie do województwa suwalskiego.